# إيزابيلا درايدن
إيزابيلا درايدن هي مربية كندية، ولدت سنة 1917 في إحدى مزارع مانيتوبا. اشتهرت بتدريسها مواد عن علم الحاسوب وهي في السنة الثانية بعد المائة من عمرها.